# 731
《731》是2025年上映的中国战争剧情片，由赵林山执导，赵林山与刘恒担任编剧，姜武、王志文、李乃文、孙茜、冯文娟、林子烨、温碧霞主演，讲述日本731部队对中国东北地区百姓展开人体实验的故事。
电影定于2025年9月18日九一八事变纪念日当天在中国大陆上映。

## 演员
- 姜武
- 王志文
- 李乃文
- 孙茜
- 冯文娟
- 温碧霞
- 刘长德
- 王尊
- 徐光宇

## 制作
早在2012年拍摄处女作《铜雀台》的时候，导演赵林山就有拍《731》的想法。但由于当时市场环境及国际环境还不成熟，项目一直没有展开。直至2017年，项目才正式启动，赵林山与刘恒进行剧本创作，历时三年，至2019年底完成最终剧本。自萌生想法开始，十多年时间里，赵林山道日本走访，从当年士兵的口中获得第一手材料；同时查阅大量史料，包括8000页美国解密的《731部队报告》、423小时731部队原队员的口述证言影像资料。
2021年2月，电影在黑龙江省开机。次年1月，电影在青岛东方影都影视产业园顺利杀青，进入后期制作阶段。消息指，姜武、王志文、李乃文等主演均零片酬出演。

## 发行
电影定于2025年9月18日九一八事变纪念日当天在中国上映。正式宣布定档前，外界盛传电影会在7月31日公映，惟各大电影购票平台在公映前夕删除7月31日上映的日期，改为“待定”或“2025年上映”，一度引发外界猜想。